# Bernardine Dohrn
Bernardine Rae Dohrn (Milwaukee, 12 de enero de 1942) es profesora asociada de Derecho en la Facultad de Derecho y anterior directora de la Infancia en el Noroeste y en el Centro de Justicia Familiar de la Universidad de Northwestern. Dohrn fue líder de la Weather Underground, un grupo que fue el responsable del atentado contra varias comisarías de policía de Nueva York, el Capitolio de Estados Unidos y el Pentágono. Como miembro de la Weather Underground, Dohrn leyó una "declaración de un estado de guerra" contra el gobierno de los Estados Unidos, y estuvo en el puesto 10 de la lista de los más buscados del FBI, donde permaneció durante tres años. Ella ahora enseña en la Facultad de Derecho de Northwestern y está casada con Bill Ayers, un cofundador de la Weather Underground, que anteriormente fue profesor titular de la Universidad de Illinois en Chicago.

## Primeros años
Bernardine Dohrn nació como Bernardine Ohrnstein en Milwaukee, Wisconsin, en 1942, y creció en Whitefish Bay, un suburbio de clase media-alta de Milwaukee.